# Villa Centenario
Villa Centenario es una localidad del partido de Lomas de Zamora, ubicada en el sur del Gran Buenos Aires, Argentina.
En esta localidad se encuentra emplazado el Tribunal de Lomas de Zamora.

## Geografía

### Población
Contaba con 49,737 habitantes (Indec, 2001). Según el censo 2010 la cantidad de habitantes ascendió a 62.000.

### Sismicidad
La región responde a la «subfalla del río Paraná», y a la «subfalla del río de la Plata», con sismicidad baja; y su última expresión se produjo el 5 de junio de 1888 (136 años) de silencio sísmico), a las 3.20 UTC-3, con una magnitud probable, de 5,0 en la escala de Richter (terremoto del Río de la Plata de 1888).